# Enola Holmes 2
Série
Enola Holmes
(2020) Enola Holmes 3
Pour plus de détails, voir Fiche technique et Distribution.
Enola Holmes 2 est un film d'aventures américano-britannique réalisé par Harry Bradbeer et sorti en 2022.
Il s'agit de la suite d'Enola Holmes (2020), du même réalisateur, et, tout comme le premier opus, de l'adaptation de la série littéraire Les Enquêtes d'Enola Holmes de la romancière américaine Nancy Springer. Néanmoins, contrairement au premier film, ce deuxième volet n'adapte aucun roman de la série, mettant en scène une histoire inédite s'inspirant de l'ouvrière et syndicaliste Sarah Chapman, et de la grève des ouvrières des manufactures d’allumettes à Londres en 1888.
Il suit Enola Holmes, sœur cadette fictive du détective Sherlock Holmes, personnage créé par l'écrivain britannique Arthur Conan Doyle.

## Synopsis
Enola Holmes décide de lancer sa propre agence de détective privée. Cependant, contrairement à son célèbre frère Sherlock Holmes, la jeune peine à trouver des clients. C'est alors qu'une jeune fille dénommée Bessie — qui est ouvrière dans une manufacture d'allumettes — lui demande de l'aider à retrouver sa sœur disparue, Sarah Chapman. Bessie emmène Enola à l'usine, qui connaît actuellement une épidémie très grave de typhus. Enola rencontre notamment Mae, qui travaillait aux côtés des sœurs.

## Fiche technique
Sauf indication contraire, les informations mentionnées dans cette section peuvent être confirmées par la base de données cinématographiques IMDb,  présente dans la section « Liens externes ».
- Titre original : Enola Holmes 2
- Réalisation : Harry Bradbeer
- Scénario : Harry Bradbeer et Jack Thorne, d'après la série littéraire Les Enquêtes d'Enola Holmes : La Double Disparition de Nancy Springer et le personnage de Sherlock Holmes créé par Arthur Conan Doyle
- Musique : Daniel Pemberton
- Direction artistique : Will Coubrough, Kate Suzanne Hunter, James Lewis et Luke Whitelock
- Décors : Michael Carlin
- Costumes : Consolata Boyle
- Photographie : Giles Nuttgens
- Montage : Adam Bosman
- Production : Millie Bobby Brown, Robert Brown, Alex Garcia, Ali Mendes et Mary Parent
- Production déléguée : Harry Bradbeer, Paige Brown, Michael Dreyer, Joshua Grode, Jane Houston et Jack Thorne
- Sociétés de production : Legendary Pictures et PCMA Productions
- Société de distribution : Netflix
- Budget : n/a
- Pays de production :  Royaume-Uni,  États-Unis
- Langue originale : anglais
- Format : couleur - son Dolby Digital
- Genre : aventure, comédie policière
- Durée : 129 minutes
- Date de sortie[1] : Monde : 4 novembre 2022 (Netflix)

## Distribution
- Millie Bobby Brown (VF : Clara Soares) : Enola Holmes
- Henry Cavill (VF : Adrien Antoine) : Sherlock Holmes
- David Thewlis (VF : Gérard Darier) : le commissaire Grail
- Louis Partridge (VF : Kylian Trouillard) : le vicomte Tewkesbury
- Adeel Akhtar (VF : Marc Saez) : l'inspecteur Greydon Lestrade
- Helena Bonham Carter (VF : Laurence Bréheret) : Lady Eudoria Holmes
- Sharon Duncan-Brewster (VF : Fily Keita) : Mira Troy / Moriarty
- Hannah Dodd (VF : Charlotte Hervieux) : Sarah Chapman
- Tim McMullan (VF : Jean-François Lescurat) : Lord Charles McIntyre
- Susan Wokoma (VF : Déborah Claude) : Edith Grayston
- Abbie Hern : Mae
- Serranna Su-Ling Bliss (VF : Bianca Tomassian) : Bessie Chapman
- Lee Boardman (VF : Bruno Magne) : Bill Crouch
- David Westhead (VF : Gabriel Le Doze) : Henry Lyon
- Gabriel Tierney : William Lyon
- Róisín Monaghan : Hilda Lyon
- Chloé Booyens : la dame de la classe supérieure
- Stefan Peterman : Mycroft Holmes
- Himesh Patel (VF : Eilias Changuel) : Dr Watson (scène post-générique)

## Production
En septembre 2020, l'actrice et productrice Millie Bobby Brown et le réalisateur Harry Bradbeer évoquent leur envie de donner une suite au film Enola Holmes,.
En avril 2021, la suite est confirmée avec les retours de Millie Bobby Brown et Henry Cavill — qui incarnait Sherlock Holmes dans le premier film. En mai de la même année, Netflix confirme officiellement le projet,.
Le tournage débute à l'automne 2021. Il se déroule au Royaume-Uni, notamment Hull en octobre 2021,. Henry Cavill termine ses scènes en novembre de la même année. Le tournage s'achève le 7 janvier 2022.

## Suite
En novembre 2023, un troisième film est annoncé.